# Дискарика Ређонале (Варезе)
Дискарика Ређонале је насеље у Италији у округу Варезе, региону Ломбардија.
Према процени из 2011. у насељу је живело 4 становника. Насеље се налази на надморској висини од 266 м.